# معيشة مستدامة
المعيشة المستدامة (بالإنجليزية: Sustainable living)هي أسلوب الحياة الذي يسعى لتقليل استخدام الفرد أو المجتمع لموارد الأرض الطبيعية والموارد الشخصية. ويُطلق على هذه الحياة حياة الانسجام. وغالبًا ما يحاول ممارسيها تقليل البصمة الكربونية بتغيير طرق النقل و/أو استهلاك الطاقة و/أو نظامهم الغذائي. كما يهدف مؤيديها إلى إدارة حياتهم بطرق تتفق مع الاستدامة والتوازن الطبيعي وتحترم العلاقة الإنسانية التكافلية مع البيئة الطبيعية للأرض. فتتبع الممارسة والفلسفة العامة للحياة الإيكولوجية بدقة المبادئ العامة للتنمية المستدامة.
ويصف ليستر براون -خبير بيئي بارز ومؤسس معهد وورلد واتش ومعهد سياسة الأرض- العيش المستدام في القرن الحادي والعشرين بأنه «التحول إلى اقتصاد طاقة متجددة قائمة على إعادة الاستخدام / إعادة التدوير مع نظام نقل متعدد». ويعتقد ديريك جينسن -شاعر فيلسوفي في الحركة البيئية ومؤلف أمريكي شهير وبيئي ثوري وناقد بارز للنظرية البيئية السائدة- بأن «الحضارة الصناعية ليست ولن تكون مستدامة أبدًا». فالاستنتاج من هذا القول هو أن العيش المستدام يتعارض مع التحول الصناعي. وبالتالي قد يواجه ممارسو هذه الفلسفة تحدي العيش في مجتمع صناعي وتكييف قواعد أو تقنيات أو ممارسات بديلة.
بالإضافة إلى ذلك، يؤكد منشئو القرى البيئية العملية مثل ليفينق فيلجز أن التحول إلى التقنيات البديلة لن يكون ناجحًا إلا إذا كانت البيئة المبنية الناتجة جذابة للثقافة المحلية ويمكن الحفاظ عليها وتكييفها حسب الضرورة على مدى أجيال متعددة.

## التعريف

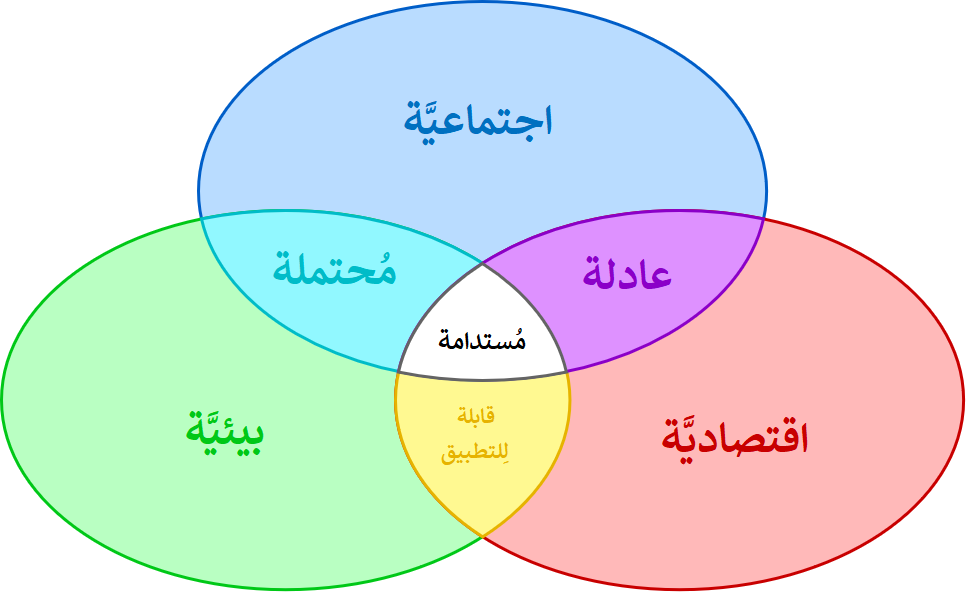
الركائز الثلاث للاستدامة.

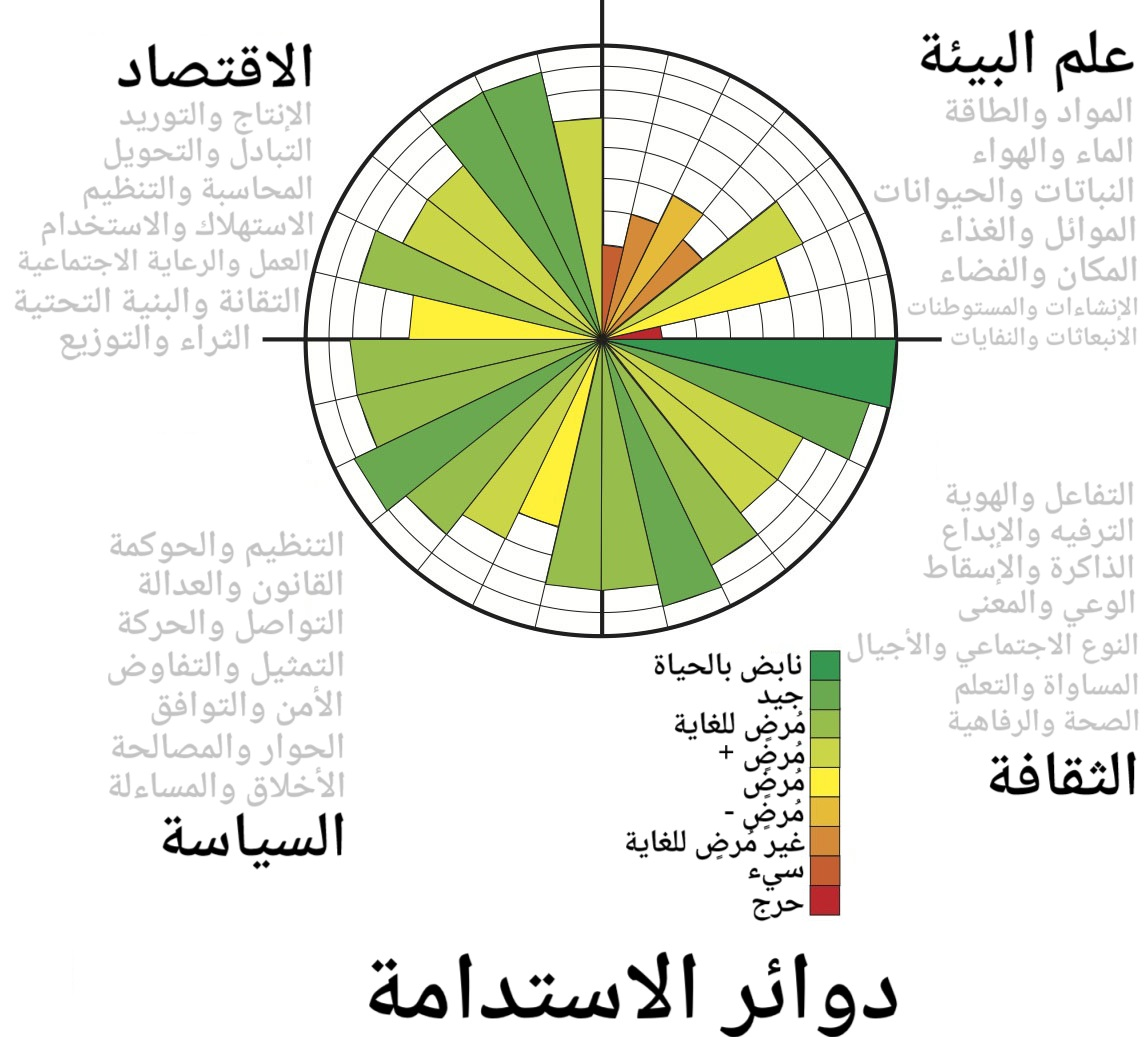
دوائر الاستدامة صورة (تقييم - ملبورن 2011)

المعيشة المستدامة هي أساس تطبيق الاستدامة على اختيار نمط الحياة والقرارات. فيعبر أحد مفاهيم العيش المستدام عما يعنيه بعبارات أساسية ثلاثية مثل: تلبية الاحتياجات الإيكولوجية والاجتماعية والاقتصادية الحالية دون المساس بهذه العوامل للأجيال القادمة. ويصف مفهوم أوسع آخر المعيشة المستدامة من حيث أربعة مجالات اجتماعية مترابطة: الاقتصاد والبيئة والسياسة والثقافة. في المفهوم الأول، يمكن وصف المعيشة المستدامة بأنها العيشة ضمن قدرات التحمل الفطرية التي تحددها تلك الثلاثة عوامل. في المفهوم الثاني أو دوائر الاستدامة، يمكن وصف المعيشة المستدامة بأنها التفاوض على علاقات الاحتياجات ضمن حدود جميع المجالات المترابطة للحياة الاجتماعية، بما في ذلك عواقب الأجيال البشرية المقبلة والأنواع غير البشرية.
التصميم المستدام والتنمية المستدامة عاملان مهمان للحياة المستدامة. فالتصميم المستدام يشمل تطوير التكنولوجيا المناسبة وهي عنصر أساسي في ممارسات المعيشة المستدامة. التنمية المستدامة بدورها هي استخدام هذه التقنيات في البنية التحتية. فالعمارة والزراعة المستدامة هما أكثر الأمثلة شيوعا لهذه الممارسة.

## التاريخ
1954
تم نشر كتاب «عيش حياة طيبة» من تأليف هيلين وسكوت لينغ وكان بمثابة بداية الحركة للمعيشة المستدامة الحديثة. مهّد هذا المنشور الطريق لـ «حركة العودة إلى الأرض» في أواخر الستينيات وأوائل السبعينات.
1962
شكل نشر الربيع الصامت للكاتب راشيل كارسون معلَمًا رئيسيًا آخرًا لحركة الاستدامة.
- 1972 كتبت دونيلا ميدوز كتاب «حدود النمو» الأكثر مبيعًا عالميا، والذي قدم تقريرًا عن دراسة للاتجاهات العالمية طويلة الأجل في السكان والاقتصاد والبيئة. بيعت ملايين النسخ وتُرجم إلى 28 لغة.
- 1973 نشر إي إف سكمتشر مجموعة من المقالات حول التحول نحو العيش المستدام من خلال الاستخدام المناسب للتكنولوجيا في كتابه «الصغير جميل».
- 1992-2002 عقدت الأمم المتحدة سلسلة من المؤتمرات ركزت على زيادة الاستدامة داخل المجتمعات للحفاظ على الموارد الطبيعية للأرض. وعقدت مؤتمرات قمة الأرض في الأعوام: 1972 و1992 و2002
- 2007 نشرت الأمم المتحدة الاستهلاك والإنتاج المستدامين مروجةً لأنماط الاستهلاك الأسري الصديقة للمناخ، والتي عززت أساليب الحياة المستدامة في المجتمعات المحلية والمنازل.

## المسكن

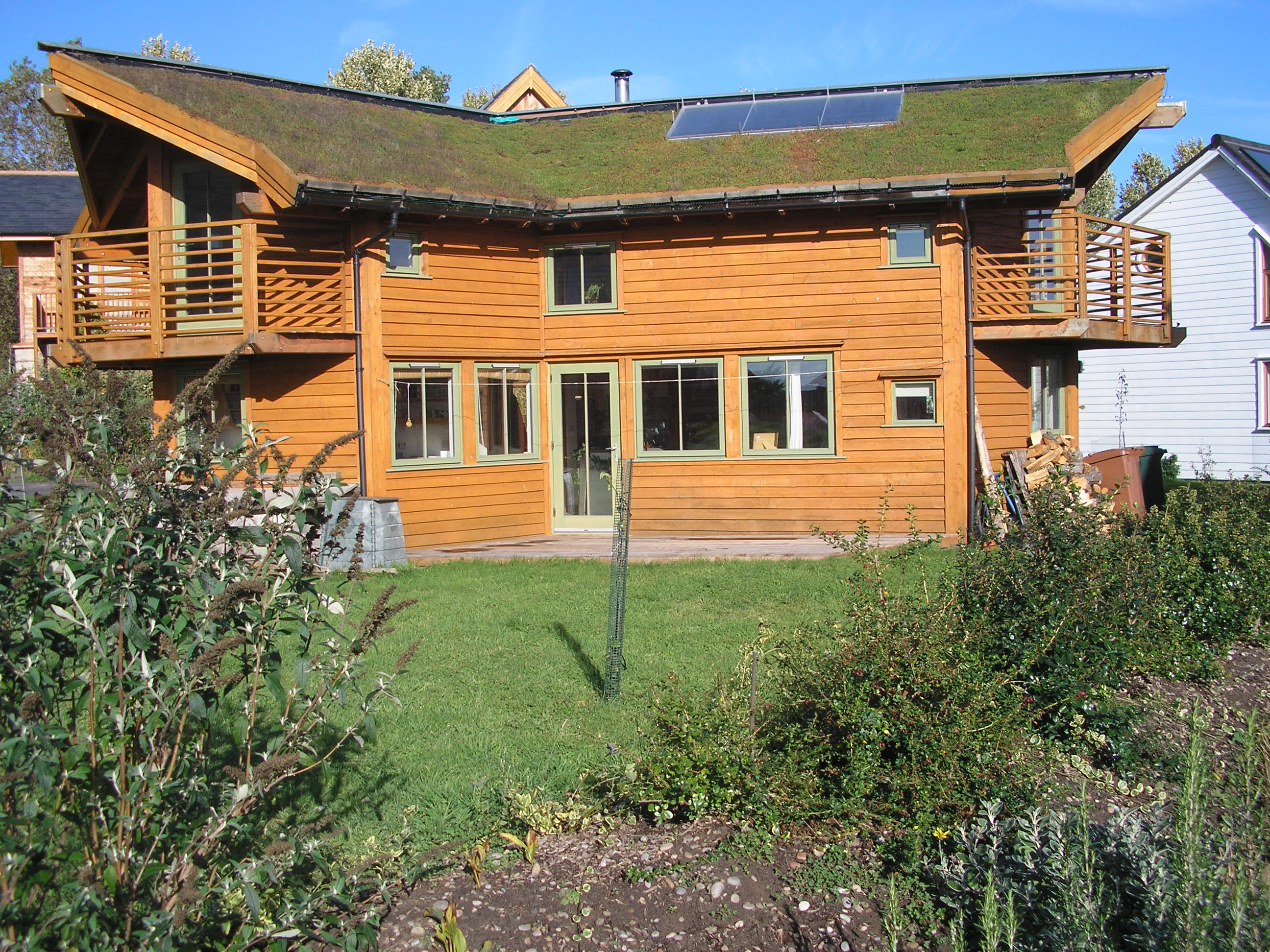
مثال على الإسكان البيئي

عالميًا، تعتبر المساكن مسؤولة من حوالي 25٪ من انبعاثات الغازات الدفيئة المتضمنة في المشتريات المنزلية و26٪ من استخدام الأسر للأراضي.
تم بناء المنازل المستدامة باستخدام الأساليب والمواد المستدامة، وتسهيل الممارسات الخضراء وتمكين نمط حياة أكثر استدامة. يوجد لبنائها وصيانتها آثار محايدة على الأرض. فعند اللازم عادة ما يكونون قريبين من الخدمات الأساسية مثل الدكاكين أو المدارس أو مراكز الرعاية النهارية أو العمل أو النقل العام مما يجعل من الممكن الالتزام بخيارات النقل المستدامة. وأحيانا، تكون هذه المنازل معزولة ولا تتطلب أي طاقة عامة أو ماء أو خدمة صرف صحي.
أما إن لم تكن معزولة، قد يتم ربط المنازل المستدامة بشبكة تزودها محطة طاقة تستخدم مصادر طاقة مستدامة بشرائها. وإضافةً إلى ذلك، قد يتم توصيل المنازل المستدامة بشبكة، ولكن يولدون كهربائهم من خلال الوسائل المتجددة وبيع أي فائض إلى المرافق. هناك طريقتان شائعتان للتعامل مع هذا الخيار: القياس الصافي والقياس المزدوج.
يستخدم القياس الصافي العداد المشترك المثبت في معظم المنازل، يتم تشغيله للأمام عند استخدام الطاقة من الشبكة، ويتم تشغيله للخلف عندما يتم وضع الطاقة في الشبكة (مما يتيح لهم «التخلص من إجمالي استخدامهم للطاقة، ووضع الطاقة الزائدة» في الشبكة عند عدم الحاجة لها، واستخدامها من الشبكة خلال ساعات الذروة، عندما لا تتمكن من إنتاج ما يكفي على الفور). يمكن لشركات الطاقة شراء الطاقة التي يتم إرجاعها إلى الشبكة بسرعة، حيث يتم إنتاجها. يتضمن القياس المزدوج تركيب مترين: أحدهما يقيس الكهرباء المستهلكة، والآخر يقيس الكهرباء المستحدثة. أو بدلاً من بيع طاقتهم المتجددة، قد يختار أصحاب المنازل المستدامة تحويل الطاقة الزائدة من المنزل لاستخدامها لشحن البطاريات. حيث يتيح لهم هذا خيار استخدام الطاقة في وقت لاحق خلال أوقات توليد الطاقة الأقل ملاءمة (مثل: اوقات الليل، أو عند عدم وجود رياح، إلخ) ويكونون مستقلين تمامًا عن الشبكة الكهربائية.
تقع المنازل المصممة باستدامة (انظر التصميم المستدام) لخلق أقل قدر ممكن من التأثير السلبي على النظام البيئي المحيط، وموجهة نحو الشمس بحيث تخلق أفضل ما يمكن من المناخ الدقيق (عادة، المحور الطويل للمنزل أو المبنى يجب ان يكون موجهًا شرقًا إلى الغرب)، ويوفر حواجز تظليل طبيعية أو رياح عند الحاجة، من بين العديد من الاعتبارات الأخرى. يتيح تصميم المسكن المستدام الخيارات التي توفرها لاحقًا (أي: استخدام الطاقة الشمسية والتدفئة وإنشاء مناطق عازلة لدرجة الحرارة عن طريق إضافة الشرفات، والركام العميق للمساعدة في إنشاء مناخات محلية ملائمة، إلخ.) وتتضمن المنازل المصممة باستدامة إدارة صديقة للبيئة لمخلفات مواد البناء مثل إعادة التدوير والتفكيك واستخدام المواد غير السامة والمتجددة والمعاد تدويرها والمعاد إصلاحها أو تصنيع المواد ذات التأثير الضعيف والتي تم تصنيعها بأسلوب مستدام (مثل استخدام التشطيبات العضوية أو المائية) استخدم أكبر قدر ممكن من المواد والأدوات المحلية لتقليل الحاجة إلى النقل واستخدام طرق الإنتاج منخفضة التأثير (الطرق التي تقلل التأثيرات على البيئة).
يمكن اعتبار العديد من المواد كمواد «خضراء» حتى يتم الكشف عن خلفيتها. إن أي مادة تستخدم مواد كيميائية سامة أو مسببة للسرطان في معالجتها أو تصنيعها (مثل الفورمالديهايد في المواد اللاصقة المستخدمة في أعمال النجارة)، أو قد تنقلت على نطاق واسع من مصدرها أو الشركة المصنعة لها، أو تم زراعتها أو حصادها بطريقة غير مستدامة قد لا تعتبر خضراء. لاعتبار أي مادة مادة خضراء، يجب أن تكون ذات كفاءة في استخدام الموارد ولا تعرض نوعية الهواء الداخلي أو المياه للخطر وتكون فعالة في استخدام الطاقة (سواء في المعالجة أو عند استخدامها في المسكن). يمكن تحقيق كفاءة استخدام الموارد من خلال استخدام أكبر قدر ممكن من المحتوى المعاد تدويره والمحتوى القابل لإعادة الاستخدام أو لإعادة التدوير والمواد التي تستخدم مواد معاد تدويرها أو قابلة لإعادة التدوير والمواد المتوفرة محليًا والمواد المحفوظة أو المعاد تصنيعها والمواد التي تستخدم في التصنيع بكفاءة في استخدام الموارد، والمواد طويلة الأمد قدر الإمكان.

### مواد البناء المستدامة
يمكن اعتبار بعض مواد البناء «مستدامة» من خلال بعض التعاريف وتحت بعض الظروف. فقد يُعتبر الخشب مستدامًا إذا نما بالتحكم المستدام للغابات والتي تتم معالجتها باستخدام الطاقة المستدامة وتوصيلها بالنقل المستدام وما إلى ذلك. ولكن في ظروف مختلفة قد لا تعتبر مستدامة. يمكن اعتبار المواد التالية مستدامة في ظل ظروف معينة، بناءً على تقييم دورة الحياة.
طوب نيئ
خيزران
عزل سيلولوز
الكب
خشب مركب (إذا كان مصنوع من نشارة الخشب القوي أو البلاستيك المعاد تدويره)
البلوك المضغوط
حطب
فلين
قنب
مواد العزل
مستخلص الجير
مشمع
الاخشاب المعتمدة من مجلس رعاية الغابات
المطاط الطبيعي
الالياف الطبيعية (ليف هندي، صوف، جوت، الخ)
عزل القطن العضوي
بيركرت
مدقوق التراب
الحجر المستصلح
الطوب المستصلح
المعادن المعاد تدويرها
الخرسانة المعاد تدويرها
الورق المعاد تدويره
مطاط الصويا
عزل الصويا
حزمة قش
لوحة عزل مهيكلة
خشب
يعد عزل المنزل المستدام أمرًا مهمًا نظرًا للطاقة التي يوفرها طوال حياته. تعتبر الجدران والأقفال العلوية المعزولة جيدًا والتي تستخدم مواد خضراء أمرًا ضروريًا حيث إنها تقلل أو - بالاقتران مع منزل مصمم جيدًا- تلغي الحاجة إلى التدفئة والتبريد تمامًا. ويختلف تركيب العزل حسب نوعه. عادة، يتم عزل الغرف العلوية بشرائط من المواد العازلة وضعها بين العوارض الخشبية. والجدران ذات التجاويف تتم بنفس الطريقة. بالنسبة للجدران التي لا يوجد بها تجاويف، فقد يكون عزلها ضروريًا مما يمكن أن يقلل المساحة الداخلية وقد يكون تركيبه مكلف ماديًا. فالنوافذ الموفرة للطاقة هي عامل مهم آخر في العزل. ببساطة التأكد من أن النوافذ (والأبواب) محكمة الغلق يقلل إلى حد كبير من فقدان الطاقة في المنزل. فالنوافذ الزجاجية المزدوجة أو الثلاثية هي الطريقة الشائعة للعزل، أو حبس الغاز أو خلق فراغ بين اثنين أو ثلاثة أجزاء من الزجاج، مما يسمح بحبس الحرارة في الداخل أو الخارج. فيعتبر الزجاج منخفض الانبعاث أو (لو إي) خيار آخر لعزل النافذة. فهو عبارة عن طلاء رقيق وشفاف على زجاج من أكسيد المعادن ويعمل على عكس الحرارة إلى مصدرها، والحفاظ على الدفء الداخلي خلال فصل الشتاء وبرودته خلال فصل الصيف. فبمجرد تعليق الستائر الثقيلة على النوافذ يساعد أيضًا على عزلها. وأصبحت «سوبر ويندوز» التي تم ذكرها في ناتشورال كابيتاليزم: إنشاء الثورة الصناعية القادمة متاحة في الثمانينيات وتستخدم مزيجًا من العديد من التقنيات المتاحة، بما في ذلك اثنين إلى ثلاثة طبقات شفافة منخفضة الانزلاق وألواح زجاجية متعددة وملء بالغاز الثقيل. فعلى الرغم من أنها أكثر تكلفة، يقال إنها قادرة على عزل أربع مرات ونصف أفضل من النوافذ الزجاجية المزدوجة الشائعة.
يعزز تجهيز الأسطح بمادة عاكسة قوية (مثل الألومنيوم) من بياض السقف ويساعد في تقليل كمية الحرارة المُمتصة وبالتالي كمية الطاقة اللازمة لتبريد المبنى الذي يعمل عليه. فالأسطح الخضراء أو «أسطح المعيشة» هي خيار شائع لعزل مبنى حراريًا. كما أنها تحظى بشعبية لقدرتها على حبس مياه الأمطار، وبشكل عام للمجتمع فإنها تقلل أثر حرارة الجزيرة (انظر جزيرة الحرارة الحضرية) فبالتالي تقليل تكاليف الطاقة في المنطقة بأكملها. بمقدرتهم أيضا استبدال «البصمة» المادية التي يخلقها المبنى مما يساعد على تقليل الآثار البيئية الضارة لوجود المبنى.
تعد كفاءة الطاقة والحفاظ على المياه من الاعتبارات الرئيسية في الإسكان المستدام. إذا كنت تستخدم الأجهزة أو الكمبيوتر أو أنظمة التدفئة والتهوية وتكييف الهواء أو الأجهزة الإلكترونية أو الإضاءة المستدامة، فغالبًا ما تبحث عن (انرجي ستار) المدعومة من الحكومة وتحمل لوائح صارمة في كفاءة استخدام الطاقة والمياه قانونيًا. فيجب أن يكون المسكن المستدام قادرًا على تشغيل الأجهزة المستخدمة بالكامل باستخدام الطاقة المتجددة وأن يسعى جاهداً لإحداث تأثير محايد على مصادر مياه الأرض.
فيمكن إعادة استخدام المياه الرمادية بما في ذلك المياه الناتجة عن الغسالات والمصارف والاستحمام والحمامات في الري والمراحيض كوسيلة لحفظ المياه. وبالمثل، فإنه يُعد تجميع مياه الأمطار من جريانه وسيلة مستدامة للحفاظ على المياه باستدامة. وتعمل أنظمة الصرف الحضرية المستدامة على تكرار النظم الطبيعية التي تقوم بتنظيف المياه في الحياة البرية وتنفيذها في نظام الصرف الصحي في المدينة لتقليل المياه الملوثة ومعدلات الجريان السطحي غير الطبيعية إلى الحد الأدنى.
انظر المقالات ذات الصلة في: LEED (الريادة في الطاقة والتصميم البيئي)

## الطاقة
التصميم والابتكار المدني المستدام: سودي الكهروضوئية هي محطة مستقله ومتنقلة لتعبئة الطاقة للمركبات الكهربائية باستخدام الطاقة الشمسية.
كما هو مذكور في المسكن قد يختار بعض مُلاك المنازل المستدامة إنتاج طاقتهم المتجددة، في حين قد يختار البعض الآخر شرائها من الشبكة من شركة طاقة توفر المصادر المستدامة (كما ذكر سابقًا هي طرق قياس إنتاج واستهلاك الكهرباء في الأسرة). ومع ذلك، قد لا يكون شراء الطاقة المستدامة ممكنًا في بعض المواقع نظرًا لقلة توفره. فعلى سبيل المثال، 6 من أصل 50 ولاية في الولايات المتحدة لا تقدم الطاقة الخضراء. أما بالنسبة للذين يقومون بذلك، فعادة ما يدفع المستهلكين مبلغًا ثابتًا أو نسبة من استهلاكهم الشهري من شركة يختارونها ويتم توصيل الطاقة الخضراء المُشتراة في الشبكة الوطنية. في هذه الحالة من الناحية الفنية لا يتم توصيل الطاقة الخضراء مباشرة إلى الأسرة التي تشتريها. فمن الممكن أن تكون كمية الكهرباء الخضراء التي تحصل عليها الأسرة المشترية جزءًا صغيرًا من إجمالي الكهرباء الواردة. فهذا قد يعتمد أو لا يعتمد على المبلغ الذي يتم دفعه. الغرض من شراء الكهرباء الخضراء هو دعم مرافِقهم في إنتاج الطاقة المستدامة. فإنتاج الطاقة المستدامة على نطاق الأسرة أو المجتمع الفردي أكثر مرونة ولكن لا يزال محدودا في ثراء المصادر التي قد يوفرها الموقع (قد لا تكون بعض المواقع غنية بمصادر الطاقة المتجددة بينما قد يكون لدى البعض الآخر وفرة منه).
عند توليد الطاقة المتجددة وإعادتها مرة أخرى إلى الشبكة (في البلدان المشاركة مثل الولايات المتحدة وألمانيا) يتم عادةً الدفع لأصحاب المنازل المنتجة على الأقل بمعدل الكهرباء القياسي الكامل من مرافقهم، ويتم منحها أيضًا اعتمادات منفصلة للطاقة المتجددة التي يمكنهم بعد ذلك بيعها. بالإضافة إلى ذلك (تهتم المرافق بشراء أرصدة الطاقة المتجددة هذه لأنها تتيح لهم الادعاء بأنهم ينتجون طاقة متجددة). ففي بعض الحالات الخاصة، قد يتم دفع ما يصل إلى أربعة أضعاف معدل الكهرباء القياسية للأسر المنتجة، ولكن هذا ليس شائعًا.

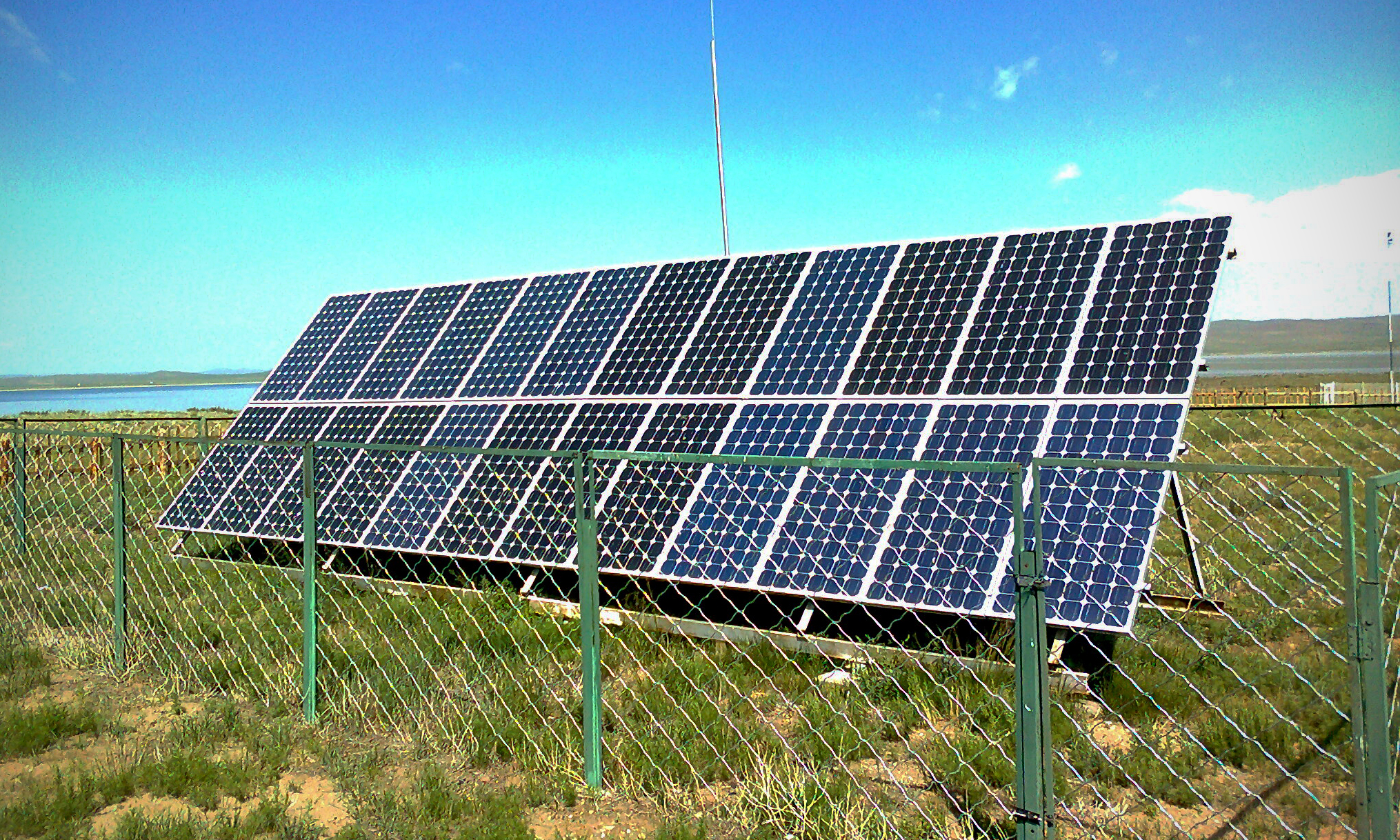
تركيب الألواح الشمسية في المناطق الريفية منغوليا

تُستخدم الطاقة الشمسية لتوليد الكهرباء. وهناك طريقتان لتحويل الطاقة الشمسية إلى كهرباء، وهما الخلايا الضوئية التي يتم تنظيمها في ألواح والطاقة الشمسية المركزة والتي تستخدم مرايا لتركيز ضوء الشمس إما لتسخين سائل يعمل على تشغيل مولد كهربائي عبر توربين بخاري أو محرك حراري أو ببساطة تُسلط على الخلايا الضوئية. فتعد الطاقة الناتجة عن الخلايا الضوئية تيار مباشر ويجب تحويلها إلى تيار متناوب قبل استخدامها في المنزل. في هذه المرحلة، يمكن للمستخدمين اختيار تخزين هذا التيار المباشر في بطاريات لاستخدامه لاحقًا أو استخدام محول تيار متردد/مستمر للاستعمال الفوري. يجب أن تتراوح زاوية الشمس بين 20 و50 درجة لتحقيق أقصى استفادة من الألواح الشمسية. عادة ما تكون الطاقة الشمسية من الخلايا الضوئية أغلى وسيلة لاستخدام الطاقة المتجددة ولكنها تتراجع في السعر مع تقدم التكنولوجيا وزيادة الاهتمام العام. وهي تتميز بمزايا كونها محمولة وسهلة الاستخدام على النطاق الفردي ومتاحة بسهولة للمنح والحوافز الحكومية ومرنه فيما يتعلق بالموقع (وهي أكثر كفاءة عند استخدامها في المناطق الحارة والقاحلة التي تميل أن تكون مشمسة). فالبعض يحالفهم الحظ ويمكنهم الحصول على خطط استئجار بأسعار معقولة. عادةً ما تُستخدم محطات الطاقة الشمسية المركزة على نطاق مجتمعي بدلاً من نطاق منزلي فردي نظرًا لكمية الطاقة التي يمكنها توليدها ولكن يمكن القيام بها على نطاق فردي باستخدام عاكس مكافئ.
يتم توليد الطاقة الحرارية الشمسية عن طريق جمع الحرارة المباشرة من الشمس. وواحدة من أكثر الطرق شيوعًا لاستخدام هذه الطريقة من اصحاب المنازل هي تسخين المياه بالطاقة الشمسية. فتشتمل هذه الأنظمة على خزانات معزولة جيدًا للتخزين إما بأنظمة غير نشطة أو نشطة (تحتوي الأنظمة النشطة على مضخات تعمل باستمرار على تدوير المياه من خلال المجمعات والخزان) وتتضمن إما تسخين المياه مباشرة التي سيتم استخدامها أو تسخين سائل نقل الحرارة غير المتجمد الذي يسخن الماء الذي سيتم استخدامه. اما الأنظمة غير النشطة فهي أرخص من الأنظمة النشطة لأنها لا تتطلب نظام ضخ (فهي تعمل على الحركة الطبيعية للمياه الساخنة التي ترتفع فوق الماء البارد لدورة المياه المستخدمة من الخزان).
الطرق الأخرى لتوليد الطاقة الشمسية هي: تسخين المساحات الشمسية (تسخين مساحات المباني الداخلية) والتجفيف الشمسي (تجفيف الخشب والفواكه والحبوب) والسخانات الشمسية وأجهزة التقطير وغيرها من تقنيات الطاقة الشمسية غير النشطة (توليد أشعة الشمس دون أي وسيلة ميكانيكية).
يتم توليد طاقة الرياح من التوربينات التي تقع على أبراج عالية (عادةً 20 أو 6 أمتار مع شفرات قطرها 10 أو 3 أمتار لتلبية احتياجات الأسرة المعيشية) وتعمل على تشغيل مولد الكهرباء. فهي تتطلب عادة متوسط سرعة رياح من 9 ميل/ساعة (14 كم/ساعة). بحسب ما ذكرت وزارة الطاقة الأمريكية- التوربينات استثمار ناجح وذلك لأن المال المدفوع فيها سيتم توفيره في المستقبل. عادة ما تحتاج توربينات الرياح في المناطق الحضرية إلى تركيب ما لا يقل عن 30 '(10 أمتار) في الهواء لتلقي ما يكفي من الرياح ولتجنب أي عوائق (المباني المجاورة). وأيضا قد يتطلب تركيب توربينات الرياح الحصول على إذن من السلطات. تم انتقاد توربينات الرياح بسبب ما تنتجه من ازعاج بالإضافة إلى أنها يمكن أن تؤثر على الطيور المهاجرة (شفراتها المرتفعة تعرقل الطيور). فتعتبر توربينات الرياح مناسبة لمن يعيش في المناطق الريفية وهي واحدة من أكثر أشكال الطاقة المتجددة فعالية من حيث التكلفة لكل كيلو واط مقتربةً من تكلفة الوقود الأحفوري وتتمتع بمردود سريع.
بالنسبة لمن لديهم مستجمعات مياه سريعة التدفق (أو يسقط من ارتفاع مناسب) فقد تكون الطاقة الكهرومائية خَيار. عامةً، للكهرباء المائية -في شكل السدود- آثارًا بيئية واجتماعية سلبية. ولكن، عندما تكون التوربينات فردية تعتبر الطاقة الكهرومائية جدا مستدامة. فتوربينات الماء المنفردة أو حتى مجموعة من التوربينات المنفردة لا تسبب خلل بيئي أو اجتماعي. أما في حالة الأسرة الواحدة فاحتمال أن تكون التوربينات المنفردة هي الطريقة الوحيدة المناسبة اقتصاديًا (ويمكن أن يكون لها عوائد عالية وهي واحدة من أكثر الطرق كفاءة لإنتاج الطاقة المتجددة). ومن الشائع بالنسبة لقرية صديقة للبيئة أن تستخدم هذه الطريقة بدلاً من استخدام الأسرة الواحدة.
ويتضمن إنتاج الطاقة الحرارية الأرضية توليد الماء الساخن أو البخار تحت الأرض -في الخزانات- لإنتاج الطاقة. ويعتبر هذا المصدر مستدام نظرًا لإعادة الماء الساخن أو البخار المستخدم للخزان. ولكن، يجب أن يدرك من يخطط للحصول على هذا المصدر من الكهرباء أن هناك جدلاً حول عمر كل خزان للطاقة الحرارية الأرضية لأن البعض يعتقد أن عمرهم محدود (يبرد مع مرور الوقت مما يجعل إنتاج الطاقة الحرارية الأرضية مستحيلًا). وغالبًا ما تكون هذه الطريقة واسعة النطاق لأن النظام اللازم لتوليد الطاقة الحرارية الأرضية يمكن أن يكون معقدًا ويتطلب معدات حفر عميقة. فتوجد بالفعل عمليات طاقة حرارية فردية صغيرة النطاق تعمل على الخزانات بالقرب من سطح الأرض وتجنب الحاجة إلى الحفر العميق وأحيانًا حتى الاستفادة من البحيرات أو البرك. في هذه الحالة، يتم نقل الحرارة إلى نظام المضخة الحرارية الأرضية الموجود داخل المسكن أو المنشأة التي تحتاج إليها (يتم استخدام هذه الحرارة مباشرة لتدفئة المكان خلال الأشهر الباردة). ولكن على الرغم من توفر الطاقة الحرارية الأرضية في كل مكان على الأرض إلا أن التطبيق العملي وفعالية التكلفة يختلفان ويرتبط ذلك مباشرةً بالعمق اللازم للوصول إلى الخزانات. توجد في أماكن مثل الفلبين وهاواي وألاسكا وأيسلندا وكاليفورنيا ونيفادا خزانات حرارية بالقرب من سطح الأرض مما يجعل إنتاجها فعال ماديا.
يتم إنشاء طاقة الكتلة الحيوية عندما يتم حرق أي مادة بيولوجية كوقود. كما هو الحال مع استخدام المواد الخضراء في الأسرة فمن الأفضل استخدام أكبر قدر ممكن من المواد المتاحة محليًا للحد من بصمة الكربون الناتجة عن النقل. ومع أن حرق الكتلة الحيوية للوقود يطلق ثاني أكسيد الكربون ومركبات الكبريت ومركبات النيتروجين في الغلاف الجوي -مصدر قلق كبير في أسلوب الحياة المستدام- فإن الكمية التي يتم إطلاقها مستدامة (لن تسهم في ارتفاع مستويات ثاني أكسيد الكربون في الغلاف الجوي). وذلك لأن المادة البيولوجية التي يتم حرقها تطلق نفس الكمية من ثاني أكسيد الكربون التي استهلكتها خلال فترة حياتها. ومع ذلك، فإن حرق وقود الديزل الحيوي والإيثانول (انظر الوقود الحيوي) عندما يتم إنشاؤه من مادة قابلة للانشطار يثير الشك من كونه مستدامًا أو لا لأنه يزيد الفقر في العالم ويزيد الحاجة لتنظيف الأراضي لحقول زراعية جديدة (مصدر الوقود الحيوي هو أيضًا نفس مصدر الغذاء) وقد يستخدم طرقًا غير مستدامة للنمو (استخدام المبيدات الحشرية والأسمدة الضارة بيئيًا).

### قائمة المواد العضوية التي يمكن حرقها للحصول على الوقود
تفل
الغاز الحيوي
زبل
علف
قش
الزيت النباتي المستخدم
الخشب
أصبح تحليل المواد العضوية لإنتاج الميثان وسيلة شائعة لإنتاج طاقة الكتلة الحيوية. فتحليل النفايات يطلق غاز الميثان الذي يمكن بعد ذلك حرقه لإنتاج الكهرباء. فغاز الميثان أيضًا منتج ثانوي طبيعي لمدافن النفايات ومليء بالفضلات المتحللة ويمكن استغلاله لإنتاج الكهرباء أيضًا. الميزة في حرق غاز الميثان أنه يمنع إطلاقه في الجو. وعلى الرغم من أن هذه الطريقة لإنتاج طاقة الكتلة الحيوية عادةً ما تكون كبيرة (في مدافن النفايات) إلا أنه يمكن القيام بها على نطاق فردي أو مجتمعي أصغر أيضًا.

## الطعام
عالميا، تمثل الأغذية 48٪ من التأثيرات البيئية المنزلية على موارد الأرض و70٪ على المياه، مع الارتفاع السريع لاستهلاك اللحوم ومنتجات الألبان والأغذية المصنعة مع زيادة الدخل.

### الآثار البيئية للزراعة الصناعية
الإنتاج الزراعي الصناعي كثيف الموارد والطاقة. تتطلب نظم الزراعة الصناعية عادة الري الثقيل ورش مبيدات الحشرات والأسمدة والحرث المكثف وإنتاج الزراعة أحادية التركيز والمدخلات المستمرة الأخرى. فنتيجة لهذه الظروف الزراعية تتفاقم الضغوط البيئية المتزايدة اليوم. تشمل هذه الضغوطات: انخفاض منسوب المياه والترشيح الكيميائي والجريان الكيميائي وتآكل التربة وتدهورها وفقدان التنوع البيولوجي وغيرها من المخاوف البيئية.

### توزيع الطعام والنقل طويل المسافات
يعتبر توزيع الأغذية والنقل لمسافات طويلة استنزافًا للطاقة. فتثير انبعاثات الكربون المؤدية إلى اضطراب المناخ والتي يزيدها نقل الغذاء لمسافات طويلة قلقًا متزايدًا لأن العالم يواجه أزمة عالمية من نفاد الموارد الطبيعية والنفط وتغير المناخ «تبلغ تكلفة الوجبة الأمريكية حاليًا حوالي 1500 ميل وتستغرق حوالي 10 سعرات حرارية من الزيت وأنواع الطاقات الأخرى لإنتاج سعره حرارية واحده من الطعام.»

### الأطعمة المحلية والموسمية
هناك وسيلة أكثر استدامة للحصول على الغذاء وهي الشراء محليا وموسميا. فشراء المواد الغذائية من المزارعين المحليين يقلل من إنتاج الكربون الناتج عن النقل الغذائي لمسافات طويلة ويحفز الاقتصاد المحلي. عادةً ما تستخدم عمليات الزراعة المحلية الصغيرة أساليب زراعية أكثر استدامة من الأنظمة الصناعية التقليدية مثل انخفاض الحرث والتدوير الغذائي وتعزيز التنوع البيولوجي وتقليل استخدام المبيدات الكيميائية والأسمدة. يعد التكيف مع نظام غذائي إقليمي موسمي أكثر استدامة لأنه يستلزم شراء كميات أقل من الطاقة والموارد التي تنمو طبيعيا داخل منطقة محلية ولا تحتاج إلى نقل لمسافات طويلة. ويتم زرع وحصد هذه الخضروات والفواكه خلال موسم النمو المناسب. وذلك فإن زراعة الأغذية الموسمية لا تتطلب إنتاج الدفيئة الزراعية بكثافة في استخدام الطاقة والري الواسع والتعبئة البلاستيكية والنقل لمسافات طويلة من استيراد الأغذية غير الإقليمية وغيرها من الضغوط البيئية. فالمنتجات المحلية الموسمية عادة ما تكون طازجة وغير معالجة وأكثر فأئده غذائيا. يحتوي المنتج المحلي أيضًا على مخلفات كيميائية أقل أو معدومة من التطبيقات المطلوبة للشحن والتوصيل لمسافات طويلة. وتعد أسواق المزارعين - أسواق عامة يجتمع فيها صغار المزارعين المحليين ويبيعون منتجاتهم - مصدرًا جيدًا للحصول على الغذاء المحلي ومعرفة الإنتاج الزراعي المحلي. بالإضافة إلى تعزيز توطين الغذاء وتعد مكانًا رئيسيًا للتفاعل المجتمعي. هناك طريقة أخرى للاشتراك في توزيع الأغذية الإقليمي وهي الانضمام إلى الزراعة التي يدعمها المجتمع المحلي (سي اس أي). وهو مجتمع المزارعين والمستهلكين الذين يتعهدون بدعم الزراعة مع تقاسم مخاطر وفوائد إنتاج الغذاء بالتساوي. عادة ما يشتمل هذا النظام على حصد أسبوعي للخضروات والفواكه المزروعة محليًا بما في ذلك منتجات الألبان واللحوم والمواد الغذائية الخاصة مثل المخبوزات. ونظرًا للأزمة البيئية المتصاعدة تواجه الولايات المتحدة ومعظم أنحاء العالم عجز كبير. فيضمن إنتاج الغذاء المحلي الأمن الغذائي إذا حدثت اضطرابات محتملة في النقل وكوارث مناخية واقتصادية واجتماعية سياسية.

### تقليل استهلاك اللحوم
يشمل إنتاج اللحوم الصناعية أيضًا تكاليف بيئية مرتفعة مثل تدهور التربة وتآكلها واستنزاف الموارد الطبيعية فيما يتعلق بالمياه والغذاء. ويزيد إنتاج اللحوم من كمية الميثان في الجو. أما لمزيد من المعلومات حول التأثير البيئي لإنتاج اللحوم واستهلاكها فيمكنك مراجعة أخلاقيات تناول اللحوم. خفض استهلاك اللحوم – وجبات قليلة في الأسبوع - أو اعتماد نظام غذائي نباتي يخفف من الطلب على إنتاج اللحوم الصناعية الضارة بيئياً. ويعد شراء واستهلاك اللحوم التي يتم تربيتها عضويًا أو التي تتغذى على الأعشاب بديلاً آخرا نحو استهلاك لحوم أكثر استدامة.

### الزراعة العضوية
يعد شراء المنتجات العضوية ودعمها مساهمة أساسية أخرى في الحياة المستدامة. فالزراعة العضوية اتجاه ناشئ بسرعة في صناعة المواد الغذائية وفي شبكة الاستدامة. ووفقًا للمجلس الوطني للمعايير العضوية التابع لوزارة الزراعة الأمريكية، يتم تعريف الزراعة العضوية على أنها «نظام إدارة الإنتاج البيئي الذي يشجع ويعزز التنوع البيولوجي والدورات البيولوجية والنشاط البيولوجي للتربة. يعتمد على الحد الأدنى من استخدام المدخلات خارج المزرعة وعلى ممارسات الإدارة التي تعمل على استعادة أو الحفاظ على أو تعزيز الانسجام البيئي. الهدف الرئيسي للزراعة العضوية هو تحسين صحة وإنتاجية المجتمعات المترابطة في حياة التربة والنباتات والحيوانات والأشخاص». فعند الحفاظ على هذه الأهداف تستخدم الزراعة العضوية تقنيات مثل تدوير المحاصيل والزراعة المعمرة والسماد العضوي والسماد الأخضر ومكافحة الحشرات. بالإضافة إلى انها تحظر الزراعة العضوية أو تحد من استخدام الأسمدة والمبيدات المصنعة ومنظمات نمو النبات مثل الهرمونات والمضادات الحيوية للماشية والاضافات الغذائية والكائنات المعدلة وراثيا. المنتجات المزروعة عضويا تشمل الخضروات والفواكه والحبوب والأعشاب واللحوم ومنتجات الألبان والبيض والألياف والزهور. انظر شهادة العضوية لمزيد من المعلومات.

### الزراعة الحضرية

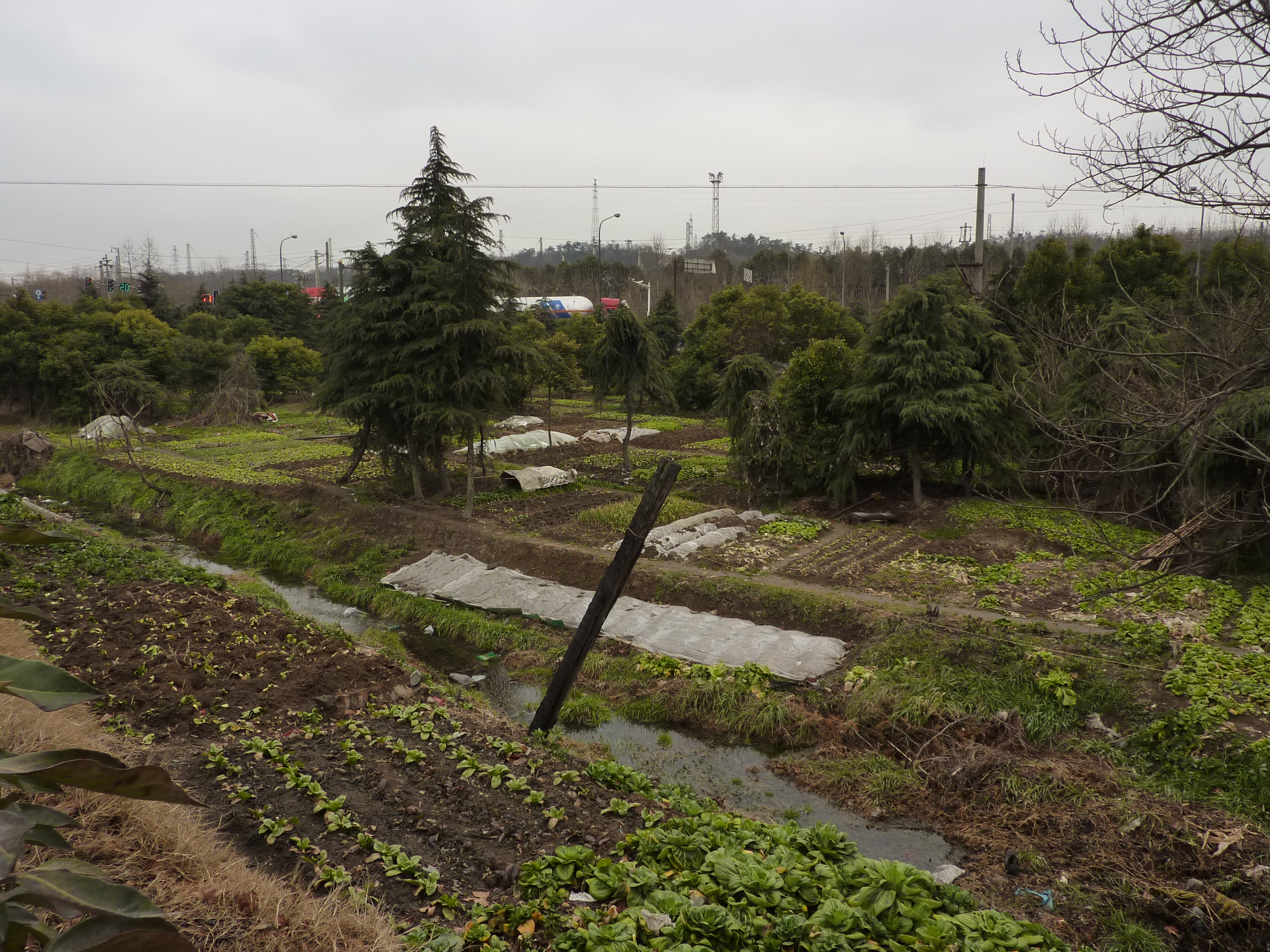
"اراضي طبيعة صالحة للأكل": نباتات زرعها السكان المحليين في حديقة على جانب الطريق. مقاطعة تشيشيا نانجينغ بالصين

ظهر شيء حديث في الزراعة الحضرية بالإضافة إلى المزارع المحلية الصغيرة امتد من الحدائق المجتمعية إلى الحدائق المنزلية الخاصة. ومع هذا المنطلق يشارك المزارعين والناس العاديين في إنتاج الغذاء. يساعد نظام الزراعة المدني على زيادة ضمان الأمن الغذائي الإقليمي وتشجع الاكتفاء الذاتي والاعتماد المتبادل التعاوني داخل المجتمعات. فمع كل قضمه من الأغذية التي يتم اخذها من الحدائق الحضرية يتم تقليل الآثار البيئية السلبية بطرق عديدة. فمثلًا لا تتم زراعة الخضروات والفواكه التي يتم زرعها داخل الحدائق الصغيرة والمزارع بكميات هائلة من الأسمدة النيتروجينية اللازمة للعمليات الزراعية الصناعية. تتسبب الأسمدة النيتروجينية في الرشح الكيميائي السام والجريان السطحي الذي يدخل إلى مستويات المياه. وتنتج الأسمدة النيتروجينية أيضًا أكسيد النيتروز -غاز دفيئة أكثر ضرراً من ثاني أكسيد الكربون. لا يتطلب الطعام المحلي الذي يزرعه المجتمع المحلي أي نقل مستورد لمسافات طويلة مما يؤدي إلى زيادة استنزاف احتياطيات الوقود الأحفوري. وفي تطوير المزيد من الكفاءة لكل ارض زراعية يمكن إنشاء الحدائق الحضرية في الكثير من المناطق: الأماكن الخالية والحدائق العامة والساحات الخاصة وساحات الكنيسة والمدارس وعلى أسطح المنازل (الحدائق على السطح) والعديد من الأماكن الأخرى. يمكن للمجتمعات أن تعمل معًا في تغيير قيود تقسيم المناطق حتى تكون الحدائق العامة والخاصة مسموح بها. يمكن أيضًا دمج نباتات المناظر الطبيعية الصالحة للأكل في المناظر الطبيعية للمدينة مثل شجيرات العنبية والعنب على الشجر وأشجار البقان. فمع مساحة صغيرة مثل الزراعة المنزلية أو المجتمعية يسهل استخدام أساليب الزراعة المستدامة والعضوية. وتشمل هذه التقنيات المستدامة العضوية في الزراعة: التسميد ومكافحة الحشرات البيولوجية والمحاصيل والري بالتنقيط والغذاء والزراعة الدائمة. لمزيد من المعلومات حول نظم الزراعة المستدامة انظر الزراعة المستدامة.

### حفظ الأغذية وتخزينها
يؤدي حفظ الأطعمة وتخزينها إلى تقليل الاعتماد على الأغذية المنقولة لمسافات طويلة والطعام المصنع. يمكن حفظ الأطعمة المحلية وتخزينها خارج موسم نموها واستهلاكها باستمرار على مدار العام مما يعزز الاكتفاء الذاتي وعدم الاعتماد على الاسواق. يمكن حفظ الطعام بالتجفيف والتجميد والتعبئة الفراغية والتعليب والتعبئة والتخليل والتهليم. لمزيد من المعلومات راجع حفظ الأغذية.

## وسائل النقل

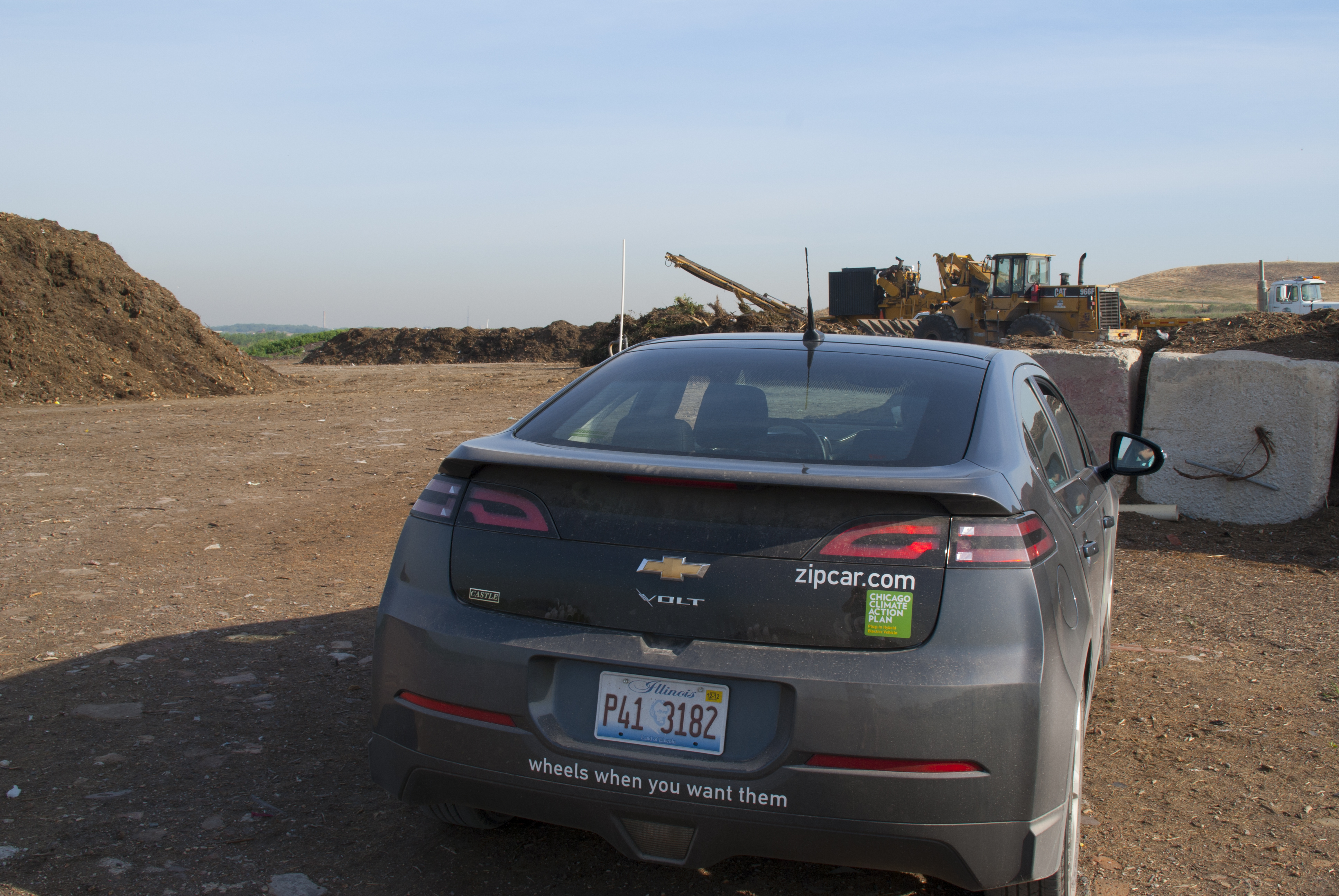
سيارة تعمل بتقنية "الشحن" تُستخدم لتخليص السماد في منشأة حضرية في شيكاغو.

مع ازدياد المخاوف المتعلقة بالنفط وارتفاع درجة الحرارة بسبب انبعاثات الكربون وارتفاع أسعار الطاقة أصبحت صناعة السيارات التقليدية أقل جدوى للاستدامة. فهناك حاجة للنظر إلى أنظمة النقل الحضري التي تعزز التنقل والنقل منخفض التكلفة والبيئات الحضرية الصحية. ويجب أن تتألف أنظمة النقل الحضري من النقل بالسكك الحديدية ونقل الحافلات وممرات الدراجات وممرات المشاة. تعمل أنظمة النقل العام مثل أنظمة السكك الحديدية تحت الأرض والحافلات على إبعاد الكثير عن الاعتماد على السيارات وتقليل معدل انبعاثات الكربون الناتجة عن نقل السيارات. فتعتبر مشاركة استخدام السيارات بديل آخر للحد من استهلاك النفط وانبعاثات الكربون في النقل.
وتعد الدراجات مثال للنقل الشخصي الموفر للطاقة حيث تتمتع الدراجة بالكفاءة في استهلاك الطاقة بنحو 50 مرة أكثر من القيادة. وتزيد من الحركة مع تخفيف الازدحام وتقليل تلوث الهواء والضوضاء وزيادة التمارين البدنية. والأهم من ذلك أنه لا ينبعث منها ثاني أكسيد الكربون المضر بالمناخ. فبدأت برامج مشاركة الدراجات في الازدهار في جميع أنحاء العالم وتم تصميمها في مدن رائدة مثل باريس وأمستردام ولندن. تقدم برامج مشاركة الدراجات محلات ومحطات توفر المئات والآلاف من الدراجات لاستئجارها في جميع أنحاء المدينة من خلال ودائع صغيرة أو عضويات بأسعار معقولة.
حدثت طفرة حديثة في الدراجات الكهربائية خاصة في الصين ودول آسيوية أخرى. المركبات الهجينة التي تعمل بالكهرباء ويمكن توصيلها بالشبكة الكهربائية المحلية لإعادة الشحن حسب الحاجة. فلا تستخدم الدراجات الكهربائية أي أنواع الوقود الأحفوري. يعتمد النقل الحضري المستدام على البنية التحتية المناسبة للمدينة والتخطيط الذي يشتمل على مواصلات عامة فعالة إلى جانب مسارات ملائمة للمشاة والدراجات. وأسسها باتريك ماريا جونسون.

## الماء
إن أحد العوامل الرئيسية للحياة المستدامة يتضمن ما لا يمكن لأي إنسان العيش بدونه- الماء. فالاستخدام غير المستدام للمياه له آثار بعيدة المدى على الجنس البشري. يستخدم البشر حاليًا ربع إجمالي المياه العذبة للأرض في الدورة الدموية الطبيعية وأكثر من نصف الجريان السطحي المتاح. وايضًا النمو السكاني والطلب على المياه في تزايد مستمر. وبالتالي فمن الضروري استخدام المياه المتاحة بكفاءة أكثر. ففي الحياة المستدامة يمكن للشخص استخدام المياه باستدامة باجراءات بسيطة يومية. تتضمن هذه الاجراءات النظر في كفاءة الأجهزة المنزلية الداخلية واستخدام المياه في الهواء الطلق والوعي باستخدام المياه يوميًا.

### الأجهزة المنزلية الداخلية
تمثل المباني السكنية والتجارية 12٪ من عمليات استهلاك المياه العذبة الأمريكية. ويستهلك منزل العائلة الأمريكي النموذجي حوالي 70 غالون (260 لتر) للشخص يوميا. يمكن تقليل هذا الاستهلاك بإجراء تعديلات بسيطة في السلوك وترقية جودة الأجهزة.

#### دوراة المياه
شكلت دوراة المياه ما يقرب من 30٪ من استخدام المياه الداخلية السكنية في الولايات المتحدة في عام 1999. وتتطلب إحدى دورات المياه القياسية في الولايات المتحدة كميات أكبر من المياه التي يستخدمها معظم الأفراد والعديد من الأسر في العالم لتلبية جميع احتياجاتهم في يوم كامل. يمكن تحسين استدامة مياه المرحاض في المنزل بإحدى طريقتين: تحسين المرحاض الحالي أو تثبيت مرحاض أكثر كفاءة. لتحسين المرحاض الحالي تتمثل إحدى الطرق الممكنة في وضع زجاجات بلاستيكية موزونة في خزان المرحاض. فهناك خزانات غير مكلفة متاحة للشراء. الخزان عبارة عن كيس بلاستيكي مملوء بالماء ومعلق في خزان المرحاض. يعلق معزز الشطف أسفل الكرة العائمة للمراحيض في عام 1986 بثلاثة ونصف غالون. فهي تتيح لهذه المراحيض أن تعمل في نفس الصمام والإعداد العائم ولكنها تقلل بدرجة كبيرة من مستوى المياه مع توفير واحد إلى ثلث غالون من المياه لكل تدفق. فاكبر استنزاف للمياه في المراحيض الموجودة هو التسريبات. لا يمكن اكتشاف التسرب بالعين ولكنه قد يهدر مئات الغالونات شهريًا. ولكن يوجد طريقة واحدة للتحقق من ذلك وهي وضع صبغة طعام في الخزان ومعرفة ما إذا كان الماء في وعاء المرحاض يتحول إلى نفس اللون. في حالة وجود زعنفة مانعة للتسرب يمكن للشخص أن يستبدله بقلاب المرحاض قابل للتعديل والذي يسمح بالتعديل الذاتي لكمية المياه لكل تدفق.
عند تثبيت مرحاض جديد يوجد عدد من الخيارات للحصول على النوع الأكثر كفاءة في استخدام المياه. مرحاض منخفض التدفق يستخدم واحد إلى اثنين غالون لكل شطفه. وتقليديا تستخدم المراحيض من ثلاث إلى خمس غالونات لكل شطفه. إذا تمت إزالة ثمان عشر لتر لكل مرحاض تم وضعه في مكانه فسيتم توفير 70٪ من المياه المسحوبة بينما سيتم تقليل الاستخدام الكلي للمياه الداخلية بنسبة 30٪. وتوجد مراحيض لا تستخدم الماء. يعالج مرحاض التسميد الفضلات البشرية بالتسميد والتجفيف مما ينتج عنه مادة قيمة للتربة. تتميز هذه المراحيض بوعاء من حجرة لفصل البول عن البراز. يمكن جمع البول أو بيعه كسماد. ويمكن تجفيف البراز وتعبئته أو تسميده. تكلف هذه المراحيض أكثر من المراحيض المثبتة العادية ولا تتطلب ربط المجاري. وإضافةً إلى توفير الأسمدة القيمة، هذه المراحيض مستدامة جدا لأنها توفر جمع مياه الصرف الصحي ومعالجته وتقليل التكاليف الزراعية وتحسين التربة السطحية.
بالإضافة إلى ذلك يمكن للشخص أن يزيد استدامة مياه المرحاض عن طريق الحد من التنظيف الكلي للمرحاض. فبدلاً من التخلص من النفايات الصغيرة مثل المناديل يمكن للشخص التخلص من هذه العناصر في سلة المهملات أو السماد العضوي.

#### الاستحمام
في المتوسط بلغت نسبة الاستحمام في الولايات المتحدة 18٪ من المياه الداخلية في عام 1999 بمعدل 6-8 غالون أمريكي (23–30 لتر) في الدقيقة الواحدة في أمريكا. تتمثل إحدى الطرق البسيطة لتقليل هذا الاستخدام في التبديل إلى رؤوس استحمام منخفضة التدفق وعالية الأداء. يمكن تركيب محول مثبت للدش. فهذا يضمن دشًا بدرجة الحرارة المطلوبة. يمكن استخدام سخانات المياه الشمسية للحصول على درجة حرارة المياه مثلى وأكثر استدامة لأنها تقلل من الاعتماد على الوقود الأحفوري. لتقليل استخدام المياه الزائدة يمكن عزل أنابيب المياه بعزل أنابيب الرغوة. هذا العزل يقلل من وقت توليد الماء الساخن. طريقة بسيطة ومباشرة لحفظ المياه عند الاستحمام هي أخذ دش أقصر. تتمثل إحدى طرق تحقيق ذلك في إيقاف تشغيل الماء عند ترغية الشعر وتشغيله عند الانتهاء. يمكن تسهيل ذلك عندما تسمح الأنابيب أو الدش بإغلاق المياه دون تعطيل إعداد درجة الحرارة المرغوبة (في المملكة المتحدة وليس في الولايات المتحدة).

#### غسالات الصحون والغسالات
في المتوسط كانت الغسالات تمثل 15٪ من استخدام المياه الداخلية في الولايات المتحدة في عام 1999. ولكن توجد طرق سهلة لتقليل استهلاك الماء. يعمل جهاز الرذاذ بالجمع بين الماء والهواء وبالتالي توليد مادة زبدية تقلل من استخدام المياه بمقدار النصف. بالإضافة إلى ذلك صمام انعكاس يسمح بإيقاف التدفق وإعادة تشغيله عند درجة الحرارة التي تم الوصول إليها مسبقًا. أخيرًا يعمل جهاز التدفق الصفحي على إنشاء تيار من الماء يتراوح من1.5 إلى 2.4 جرام في الدقيقة مما يقلل من استخدام المياه بمقدار النصف ولكن يمكن تحويله إلى مستوى الماء الطبيعي.
بالإضافة إلى شراء الأجهزة المذكورة أعلاه يمكن للشخص أن يعيش باستدامة أكثر عن طريق التحقق من الغسالات عن التسريبات وإصلاحهم إذا كانت موجودة. وفقًا لوكالة حماية البيئة، «يمكن لتسريب صغير من الصنبور أن يهدر 20 جالونًا من الماء يوميًا، في حين أن التسريبات الكبيرة يمكن أن تهدر مئات الجالونات». عند غسل الصحون باليد ليس من الضروري ترك الماء جاريًا للشطف فمن الأفضل شطف الأطباق في وقت واحد.

في المتوسط يستهلك غسل الصحون 1٪ من استخدامات المياه الداخلية. عند استخدام غسالة الصحون يمكن الحفاظ على المياه بتشغيل الجهاز فقط عند امتلاءه. تحتوي بعض الغسالات على إعداد «تدفق منخفض» لاستخدام كمية أقل من المياه في كل دورة غسيل. تقوم المنظفات الأنزيمية بتنظيف الأطباق بكفاءة ونجاح بكمية أقل من الماء في درجة حرارة منخفضة.

#### غسالة ملابس
في المتوسط كان 23٪ من استخدام المياه الداخلية في الولايات المتحدة في عام 1999 بسبب غسل الملابس. قد تغيرت الغسالات الأمريكية قليلاً لتصبح أكثر استدامة بعكس الآلات الأخرى. تتميز الغسالة بتصميم محوري عمودي حيث يتم تحريك الملابس في أنبوب من الماء. وتضع الآلات ذات المحور الأفقي كمية أقل من الماء في قاع الغسالة وتدوير الملابس فيها. تعد هذه الآلات أكثر كفاءة من حيث استخدام الصابون وثبات الملابس.

### الاستخدام الخارجي للمياه
هناك عدد من الطرق التي يمكن للشخص أن يجعل الفناء والسقف والحديقة أكثر استدامة. فالحفاظ على المياه هو عنصر رئيسي من عناصر الاستدامة.

#### الحفاظ على المياه
عند التخطيط لمساحة الفناء والحديقة من الأفضل مراعاة النباتات والتربة والمياه المتوفرة. تتطلب الشجيرات والنباتات والأعشاب المقاومة للجفاف كمية أقل من الماء مقارنةً بالأنواع التقليدية. وايضًا سوف تستخدم النباتات المحلية (على عكس النباتات العشبية) كمية أقل من المياه ومقاومة للأمراض النباتية في المنطقة. تعد «الحديقة الجافة» تقنية لاختيار النباتات التي تتحمل الجفاف وتهتم بالسمات المستوطنة مثل المنحدر ونوع التربة والنباتات المحلية. يمكن التقليل من استخدام المياه الطبيعية بنسبة 50 - 70٪ مع توفير مكان للحياة البرية. تساعد النباتات الموجودة على المنحدرات في تقليل الجريان السطحي بإبطاء هطول الأمطار المتراكمة. فتجميع النباتات حسب احتياجات الري يقلل من هدر المياه.
تساعد عملية احاطة النبات بفرش بعد الزراعة على تقليل التبخر. وطريقتها احاطة النبات باثنين إلى أربع بوصات من المواد العضوية. فهذا يمنع جريان المياه. وعند الري خذ بعين الاعتبار عدم رش المناطق المعبدة. بالإضافة إلى ذلك للحفاظ على أكبر قدر ممكن من الماء يجب أن يتم الري خلال الصباح الباكر في أيام غير عاصفة للحد من تبخر الماء. تعد أنظمة الري بالتنقيط والخراطيم بدائل أكثر استدامة عن نظام الرش التقليدي. تستخدم أنظمة الري بالتنقيط فجوات صغيرة على مسافات قياسية في الخرطوم مما يؤدي إلى هز قطرات الماء التي تسقي التربة لفترة طويلة. تستخدم هذه الأنظمة ماء أقل بنسبة 30 إلى 50٪ من الطرق التقليدية. تساعد الخراطيم الارضية في تقليل استخدام المياه بنسبة تصل إلى 90٪. فهي تتصل بخرطوم الحديقة الموضوع على طول صف النباتات تحت الغطاء. تساعد طبقة المواد العضوية المضافة إلى التربة على زيادة امتصاص الماء والاحتفاظ به اما المناطق المزروعة سابقا يمكن تغطيتها بالسماد.
في رعاية الحديقة هناك عدد من الوسائل التي يمكن أن تزيد من استدامة تقنيات الصيانة. فيعتبر السقي جانبا رئيسيا من رعاية الحديقة. وللحفاظ على المياه من المهم فقط الري عند الضرورة والنقع العميق عند الري. بالإضافة إلى ذلك يُترك العشب حتى يتجدد بعد فترة جفاف ويعود لحيويته الأصلية.

#### عزل المياه
من الطرق الشائعة لعزل المياه هي جمع مياه الأمطار والذي يتضمن جمع وتخزين الأمطار. في المقام الأول يتم الحصول على المطر وتخزينه على الأرض في خزانات المياه. يختلف عزل الماء حسب المدى والتكلفة والتعقيد. فتشتمل الطريقة البسيطة على برميل واحد في أسفل ماسورة التصريف بينما تتضمن الطريقة الأكثر تعقيدًا خزانات متعددة. فمن المستدام استخدام المياه المخزنة بدلاً من المياه النقية للقيام بأنشطة مثل الري وشطف المراحيض. بالإضافة إلى ذلك فإن استخدام مياه الأمطار المخزنة يقلل من كمية التلوث الناتج عن الجريان السطحي التي تُلتقط من الأسطح والأرصفة التي تدخل عادة الجداول خلال العواصف. يمكن استخدام المعادلة التالية لتقدير إمدادات المياه السنوية:
مساحة التجميع (قدم مربع) × الأمطار (بوصة/سنة) / 12 (بوصة/قدم) = قدم مكعب من الماء/السنة
قدم مكعب/سنة × 7.43 (غالون/قدم مكعب) = غالون/سنة
فنلاحظ أن هذا الحساب لا يفسر الخسائر الأخرى مثل التبخر أو التسريب.
تعمل أنظمة المياه الرمادية في عزل المياه الداخلية المستخدمة مثل الغسيل وحوض الاستحمام ومياه الحوض وترشيحها لإعادة استخدامها. يمكن إعادة استخدام المياه الرمادية في الري وتنظيف المرحاض. وهناك نوعان من أنظمة المياه الرمادية: أنظمة يدوية وأنظمة التغليف. لا تتطلب الأنظمة اليدوية الكهرباء ولكن قد تتطلب مساحة أكبر. تتطلب أنظمة التغليف الكهرباء ولكن تكون قائمة بذاتها ويمكن تثبيتها في الداخل.

## المخلفات
مع ارتفاع متطلبات السكان والموارد يساهم إنتاج النفايات في انبعاثات ثاني أكسيد الكربون وغسل المواد الخطرة في التربة والمجاري المائية وانبعاثات الميثان. ففي أمريكا وحدها على مدار عشر سنوات سيتم تحويل 500 تريليون رطل من الموارد الأمريكية إلى نفايات وغازات غير منتجة. وبالتالي تم إهدار عنصر أساسي في العيش المستدام. يمكن للشخص الحد من النفايات بإعادة استخدام السلع وإعادة التدوير.
هناك عدد من الطرق للحد من النفايات في الحياة المستدامة. وهناك طريقتان لتقليل النفايات الورقية: إلغاء البريد غير الهام مثل بطاقات الائتمان وعروض التأمين وتسويق البريد المباشر وتغيير البيانات الورقية الشهرية إلى رسائل بريد إلكتروني. فيمثل البريد غير الهام وحده 1.72 مليون طن من مكبات النفايات في عام 2009. ويعتبر الشراء بالجملة طريقة أخرى للحد من النفايات مما يقلل من مواد التعبئة والتغليف. ويمكن للتقليل من نفايات الطعام الحد من كمية النفايات العضوية المرسلة إلى مدافن النفايات المنتجة للميثان الناجم عن غازات الاحتباس الحراري. ومثال آخر على تقليل النفايات هو الانتباه عند شراء كميات كبيرة للمواد ذات الاستخدام المحدود مثل علب الطلاء. فيمكن أن تحد البدائل غير الخطرة أو الأقل خطورة من تأثير النفايات.
فبإعادة استخدام المواد يعيش الفرد باستدامة أكثر بعدم المساهمة في إضافة النفايات إلى مدافن النفايات. فإعادة الاستخدام يحافظ على الموارد الطبيعية بتقليل ضرورة استخراج المواد الخام. وعلى سبيل المثال يمكن للأكياس القابلة لإعادة الاستخدام أن تقلل من كمية النفايات الناتجة عن التسوق في البقالة مما يلغي الحاجة إلى إنشاء الأكياس البلاستيكية وشحنها ثم الحاجة إلى التخلص منها وإعادة تدويرها أو تلويثها.
تعد إعادة التدوير -وهي عملية تقسم العناصر المستخدمة إلى مواد أولية لصنع مواد جديدة- وسيلة مفيدة خاصةً للمساهمة في تجديد البضائع. تتضمن إعادة التدوير ثلاث عمليات أساسية: جمع ومعالجة وتصنيع وشراء المنتجات المعاد تدويرها. فمثال طبيعي على إعادة التدوير هو استخدام نفايات الطعام كسماد لتحسين نوعية التربة والتي يمكن القيام بها في المنزل. تسعى عمليات إعادة التدوير إلى تحويل المواد إلى شيء قيّم مماثل أو أكبر في التصنيع الثاني. فبدمج اساليب إعادة الاستخدام وإعادة التدوير يمكن للشخص أن يقلل بفعالية من النفايات الشخصية واستخدام المواد باستدامة أكثر.

## روابط خارجية
- مشروع INHERIT ، مشروع هورايزون 2020 لتحديد سبل العيش والتنقل والاستهلاك التي تحمي البيئة وتعزز الصحة والصحة.